# Hippasa
Hippasa is een geslacht van spinnen uit de familie wolfspinnen (Lycosidae).

## Soorten
De volgende soorten zijn bij het geslacht ingedeeld:
- Hippasa affinis Lessert, 1933
- Hippasa afghana Roewer, 1960
- Hippasa agelenoides (Simon, 1884)
- Hippasa albopunctata Thorell, 1899
- Hippasa australis Lawrence, 1927
- Hippasa babai Tanikawa, 2007
- Hippasa bifasciata Buchar, 1997
- Hippasa brechti Alderweireldt & Jocqué, 2005
- Hippasa charamaensis Gajbe, 2004
- Hippasa cinerea Simon, 1898
- Hippasa decemnotata Simon, 1910
- Hippasa domratchevae Andreeva, 1976
- Hippasa elienae Alderweireldt & Jocqué, 2005
- Hippasa fabreae Gajbe & Gajbe, 1999
- Hippasa flavicoma Caporiacco, 1935
- Hippasa funerea Lessert, 1925
- Hippasa greenalliae (Blackwall, 1867)
- Hippasa hansae Gajbe & Gajbe, 1999
- Hippasa haryanensis Arora & Monga, 1994
- Hippasa himalayensis Gravely, 1924
- Hippasa holmerae Thorell, 1895
  - Hippasa holmerae sundaica Thorell, 1895
- Hippasa innesi Simon, 1889
- Hippasa lamtoensis Dresco, 1981
- Hippasa loeffleri (Roewer, 1955)
- Hippasa loundesi Gravely, 1924
- Hippasa lycosina Pocock, 1900
- Hippasa madhuae Tikader & Malhotra, 1980
- Hippasa madraspatana Gravely, 1924
- Hippasa marginata Roewer, 1960
- Hippasa olivacea (Thorell, 1887)
- Hippasa partita (O. P.-Cambridge, 1876)
- Hippasa pisaurina Pocock, 1900
- Hippasa simoni (Thorell, 1887)
- Hippasa sinai Alderweireldt & Jocqué, 2005
- Hippasa valiveruensis Patel & Reddy, 1993
- Hippasa wigglesworthi Gajbe & Gajbe, 1999